# Pavel Rosa
Pavel Rosa (9. října 1906 – 28. června 1988) byl slovenský překladatel do esperanta.
Překládal hlavně z poezie Vajanského, Jesenského, Kukučína, Jilemnického, Vámoše aj. Hlavní jeho překlad je Morto de Janošík od Botta. Autor velmi úspěšných učebnic a vedoucí osobnost esperantského hnutí na Slovensku.